# シーケンシャルアクセス

シーケンシャルアクセスとランダムアクセスの概念図

シーケンシャルアクセス (英: sequential access) とは、データ構造や記憶装置などにおけるデータへのアクセス方式のひとつであり、コンテナ（コレクション）または記憶媒体の先頭から順に検索しアクセスしていく。そのため、後ろに格納または記録されたデータに辿り着くまで時間がかかる。これは順次アクセスとも言われる。対になる方式はランダムアクセスである。
（かつての）カセットテープやビデオテープなどオーディオやビデオ用としては多用された。
コンピュータの付帯装置においては、利便性の点でランダムアクセスが可能な機器がもっぱらだが、業務用の磁気テープ（LTOなど）はシーケンシャルアクセスである。また、ランダムアクセスはシーク時間による遅延が発生するため、ディスクメディアに対して大容量のバックアップを行う場合などにおいては、シーケンシャルアクセスの方が高速に読み込み・書き込みが可能である。
データ構造のうち、連結リストは通例シーケンシャルアクセスのみが可能である。任意の位置の要素にアクセスするには先頭ノードから順に辿っていく必要があるため、そのような操作の計算量は線形時間{\displaystyle O(n)}となり、要素数に線形比例する。代わりに要素の追加と削除が配列などよりも高速に実行できるという利点がある。C++のstd::list、Javaのjava.util.LinkedListなどが該当する。

## シーケンシャルアクセスのメディア
- 紙テープ
- パンチカード
- 磁気テープ
- クイックディスク

## ファイルへのシーケンシャルアクセス
大抵のオペレーティングシステムは、ハードディスクやフロッピーディスク、RAMディスクなどの記憶媒体にファイルシステムを提供し、データをファイルごとに格納できるようになっている。一般に多くのオペレーティングシステムでは、通常のファイルであればシーク操作によってランダムアクセスができる。何らかの理由でシークができないファイル、あるいはディスク上のファイルではないパイプなどに対しては、シークができず、シーケンシャルアクセスしかできない。
Microsoft Windowsのように、シーケンシャルアクセスが想定される場合、ファイルをオープンするときにファイルキャッシュの最適化ヒントをフラグとして指定できるAPIを持つOSもある。また、Windows APIには、シーケンシャルアクセスのみを許可するストリームを表現するCOMのインターフェイスとしてISequentialStreamがある。ランダムアクセスも許可するIStreamインターフェイスは、ISequentialStreamから派生している。